# Mariam Petroszján
Mariam Petroszjan (Jereván, 1969. augusztus 10. –) örmény festő, karikaturista és orosz nyelvű regényíró.

## Életrajza
Mariam Petroszjan 1969-ben született Jerevánban, Örményország fővárosában. A művészeti főiskola elvégzése után karikaturista lett az Armenfilm Stúdióban. Később Moszkvába költözött, hogy a Szojuzmultfilmnél dolgozzon, de 1995-ben visszatért Jerevánba és az Armenfilmhez. 2007-ig dolgozott ott.
Első regénye, a Дом, в котором... (szó szerint: A ház, amelyben...) 2009-ben jelent meg oroszul, és egy fogyatékkal élő gyermekek bentlakásos iskolájáról szól. 2010-ben az Orosz Booker-díjra jelölték, és számos díjat és jelölést kapott. A regényrészleteket (Andrew Bromfield angol fordításában) Stephen Fry mesélte el a Russia's Open Book: Writing in the Age of Putin című filmben.
A szerző eddigi egyetlen másik könyve egy rövid mese, A kutya, aki tudott repülni (oroszul: «Сказка про собаку, которая умела летать», 2014).

## Magánélete
Mariam Martiros Saryan festő dédunokája, és Artases Stamboltsyan örmény grafikusművész felesége. Két gyermekük van.

## Könyvei
- Дом, в котором…, 2009 — ISBN 978-5-9689-0174-3
  - Abban a Házban – Magvető, Budapest, 2012 · ISBN 9789631430004 · Fordította: Soproni András
- Сказка про собаку, которая умела летать — 2014. — ISBN 978-5-17-082880-7

## Fordítás
- Ez a szócikk részben vagy egészben  a   Mariam Petroszjan című angol Wikipédia-szócikk fordításán alapul.  Az eredeti cikk szerkesztőit annak laptörténete sorolja fel. Ez a jelzés csupán a megfogalmazás eredetét és a szerzői jogokat jelzi, nem szolgál a cikkben szereplő információk forrásmegjelöléseként.